# Molophilus nerriga
Molophilus nerriga är en tvåvingeart som beskrevs av Günther Theischinger 1992. Molophilus nerriga ingår i släktet Molophilus och familjen småharkrankar. Inga underarter finns listade i Catalogue of Life.